# Philodendron linguifolium
Philodendron linguifolium är en kallaväxtart som beskrevs av Heinrich Wilhelm Schott. Philodendron linguifolium ingår i släktet Philodendron och familjen kallaväxter. Inga underarter finns listade.